# Nicolas Gustave Hubbard
Nicolas Gustave Hubbard [yˈbaːʀ] (* 1828 in Fourqueux, Département Seine-et-Oise; † 21. Februar 1888 in Paris) war ein französischer Nationalökonom und Historiker.
Hubbard veröffentlichte bei Unterdrückung der École d’administration noch als deren Schüler die Broschüre Défense de l’école d’administration (1849), wurde dann Rechtsanwalt und ließ, 1851 zum Sekretär des Komitees für die Propaganda der Sociétés de prévoyance ernannt, ein Jahr darauf die von der Akademie gekrönte Schrift De l’organisation des sociétés de prévoyance ou de secours mutuels (1852) erscheinen. Spätere Werke sind:
- 1857: Saint-Simon, sa vie et ses travaux
- 1869–1883: Histoire contemporaine d’Espagne (6 Bände)
- 1875: Histoire de la littérature contemporaine en Espagne

Hubbard war später Redakteur der Zeitung République française.
Dieser Artikel basiert auf einem gemeinfreien Text aus Meyers Konversations-Lexikon, 4. Auflage von 1888 bis 1890.
| Personendaten    | Personendaten                               |
| ---------------- | ------------------------------------------- |
| NAME             | Hubbard, Nicolas Gustave                    |
| KURZBESCHREIBUNG | französischer Nationalökonom und Historiker |
| GEBURTSDATUM     | 1828                                        |
| GEBURTSORT       | Fourqueux                                   |
| STERBEDATUM      | 21. Februar 1888                            |
| STERBEORT        | Paris                                       |